# А. Р. Пенк
А. Р. Пенк (псевдоним; настоящее имя Ральф Винклер; нем. A. R. Penck; 5 октября 1939, Дрезден — 2 мая 2017, Цюрих) — немецкий художник, график и скульптор.

## Жизнь и творчество
Р. Винклер в 1953—1954 годах изучает живопись, в 1955—1956 годах работает при Государственном агентстве по рекламе ГДР (DEWAG). После 1956 года пытается поступить в Высшие художественные школы Берлина и Дрездена, но безуспешно. Некоторое время работает почтальоном, сторожем, рассыльным.
В 1966 году Винклер становится кандидатом в члены Союза художников ГДР под псевдонимом «А. Р. Пенк», выбранным по имени геолога Альбрехта Пенка. Начиная с 1969 года художник преследуется на родине по политическим мотивам; ходатайство о его приёме в Союз художников отклонено. В 1974 году он служит в армии, в 1975 году Пенку присуждается западноберлинская художественная премия Вилл-Громан. В 1976 году он знакомится с западногерманским художником Йоргом Иммендорфом и работает в дальнейшем с ним по германо-германской тематике. В 1977 году служба безопасности ГДР конфискует некоторые работы Пенка, который в то время подписывается «Y».
В августе 1980 года Пенк перебирается в ФРГ. В 1981 году он получает премию Рембрандта (Базель). В 1980-е годы художник участвует в движении Новые дикие. В 1983 году он переезжает в Лондон; в 1985 году завоёвывает художественную премию Ахена. С 1987 года живёт в Дублине. В 1988 году Пенку присваивается звание профессора в Академии искусств Дюссельдорфа.